# دوب (ناحیه پراخاتیتسه)
دوب (به چکی: Dub) یک منطقهٔ مسکونی در جمهوری چک است که در ناحیه پراخاتیتسه واقع شده‌است. دوب ۱۴٫۵۱ کیلومتر مربع مساحت و ۴۲۵ نفر جمعیت دارد و ۴۷۴ متر بالاتر از سطح دریا واقع شده‌است.